# ゲルハルト・フィッシャー (外交官)
ゲルハルト・フィッシャー（Gerhard Fischer, 1921年9月20日 - 2006年7月3日）は、ドイツの外交官、人権活動家。インドにおけるハンセン病患者、ポリオ患者支援活動が評価され、1997年にガンディー平和賞受賞。
ノルウェーの首都オスロで生まれ、中国で育つ。北京大学医学部在学中、ハンセン病患者支援のボランティアに携わる。日本軍の占領によって退学を余儀なくされ、学業を継続するためにドイツへ渡航した。がしかし、第二次世界大戦への従軍を余儀なくされ、フランスで捕虜となった。戦後、法律学を学び西ドイツの外交官となった。
マドラスの西ドイツ領事館で勤務していた際、彼はドイツ人医師を手伝ってハンセン病の治療法とリハビリ法の研究を行った。また、西ドイツ政府が財政的、技術的に支援したインド工科大学マドラス校の設立にも関わった。その後、駐マレーシア大使、駐アイルランド大使、駐オランダ大使、駐スイス大使を歴任した。
最終的にはインドにおけるハンセン病患者、ポリオ患者の支援に集中するため、外交官を辞任した。彼はリハビリテーションが最も重要な側面だと考えており、患者に対して変化の必要性を強調した。その活動はインド政府にも認められ、ガンディー平和賞が授与された。獲得した賞金1,000万ルピーを用いて、彼は自身の活動を継続するための財団を設立した。

## 生い立ち・学歴
ノルウェー人の母とドイツ人の父のもとに、ノルウェーのオスロで生まれた。父マルチンは中国学者であり、ゲルハルトが3歳の頃に一家で中国へ引っ越した。幼少期の頃の夢は医者になることで、大学は北京大学医学部へ入学した。しかし日中戦争の激化に伴い大学が閉鎖たため、彼はシベリア経由でドイツに渡り学業を継続しようとした。ところが結局は第二次世界大戦に巻き込まれ、従軍することとなった。彼はこの状況を「罠」にかかったと考えていた。彼は5年間主に東部戦線で従軍し、捕虜としてさらに2年と9ヶ月間拘束された。戦後の貧しさのために医学を継続することが困難になった彼は、トラックドライバーや他の仕事をしながら貯金をし、3年間かけて学費を稼いだ。そして、法律系の予備校に通い、本来であれば4年かかるコースを1年で修了した。
彼が北京で医学を学んでいたとき、彼はハンセン病患者の看護をするボランティア活動をしていた。この活動をきっかけに、ハンセン病患者の支援を続けたいと思うようになった。

## 外交官として
法律の学位を取得した彼は、西ドイツ外務省に入省し外交官としてのキャリアを歩み始めた。1952年から53年にかけてシュパイアーで研修を受け、最終試験に合格。最初の勤務地はエチオピアの在アディスアベバ公使館であった。その後1957年から60年まで在香港領事館で勤務し、在マドラス領事館へ転勤した。1963年には領事に就任し、翌年には西ドイツの首都ボンにある外務省本省で勤務した。1966年から68年までは参事官として勤務し、その後筆頭参事官となった。
1970年には特命全権大使としてマレーシアの在クアラルンプール大使館へ派遣された。その後、1977年7月にはアイルランドのダブリンへ、1980年の始めにオランダのデン・ハーグへ、1983年の中頃にスイスのベルンへ派遣された。定年の半年前に当たる1985年12月、インドにおけるハンセン病患者支援に専念するために外交官の職を辞した。

## ハンセン病・ポリオ患者支援
北京でボランティア活動をしていたハンセン病患者支援は彼のライフワークであり、外交官として赴任したアディスアベバや香港でも自由時間には同様の活動をしていた。
インドにおけるハンセン病支援活動を開始したのは1960年、彼が西ドイツの総領事としてマドラス（現チェンナイ）に赴任した年から始まった。ドイツ人医師のエリザベス・ヴォムスタインは、フランス人のある修道女がセーラム近郊のチェティパティでハンセン病患者の支援をしていることを聞きつけ、一緒に活動をするために労働許可を申請しようと考えた。ヴォムスタインから労働許可の申請を手伝ってほしいと頼まれたフィッシャーはそれを手助けし、彼女らと共にチェティパティへと向かった。彼はマドラス駐在中の4年間、この町にヴォムスタインが建てた療養所を何度も視察し、この療養所が模範となると考えるようになった。
1985年に外務省を退職した彼は、1年間の半分をインドで過ごし、残りの半分をバイエルン州にあるキーム湖のほとりの小さな農場で家族と過ごすようになった。妻のアンも彼の活動を手伝い、主に組織運営や寄附金集め、広報などを担った。夫妻は組織的な運営はしないと決めていたため、全ての活動を夫妻だけで行った。後に彼がガンディー平和賞を受賞した際、「妻は賞の半分を受けるに値する」と述べた。
彼は長年にかけてエリザベス・ヴォムスタインと共に彼女が運営するチェティパティの療養所で活動した。彼は彼女のことを「非常に気難しい」と評したが、同時に「もし彼女がそのような性格でなかったなら、38年間も活動を続けられなかっただろう」とも評している。1991年、彼はヴォムスタインとの活動を十分にやり遂げたと思い、独自の活動を始めるようになった。既にヒマラヤ山脈の麓に自分のハンセン病療養所を建てていた彼は、その後ヘルスセンターの設立や、インド中の学校でのワークショップ開催、井戸や屋外トイレの設置、車両の寄付などを行った。また、ネパールやベトナムでの活動にも携わった。
フィッシャーは、投薬に加えて十分な食事とケアがあればハンセン病治療は比較的容易だと考えていた。そのため、彼は治療後の回復過程（リハビリテーション）により重きを置いて活動した。病気によって足や指を失った患者が療養所の外で働くのは非常に難しいと感じた彼は、患者たちにサンダルやテーブルクロス、マットレス、ベッドカバーなどを作る技能を教えた。そして、寄附金ではなくそれらの製品を販売した売上げで療養所を運営することが理想と考えた。

### ポリオ支援
フィッシャーが運営するハンセン病患者のための療養施設では、ポリオの患者も受け入れていた。インド政府とNGOの協力によってワクチン接種が増加し、2005年までにはポリオの発症件数は激減した。それにより、フィッシャーの療養所でもポリオ患者支援から他の活動へ移行した。しかしフィッシャーは医療センターで働く医療従事者がポリオやハンセン病を監視し、実際の症状を見て訓練を受ける必要性を強調した。

### ハンセン病への姿勢
フィッシャーはハンセン病患者への差別とも戦い、「レパー」と言う蔑称ではなく「ハンセン病患者」と呼ぶべきだと主張した。彼がその活動を始めた当時、ハンセン病は患者が「自ら犯した罪の結果」であると考えられており、彼自身も当初はそう考えていた。しかし彼は途中で考えを改め、「それは彼らの罪の結果ではなく、出血性の虫が彼らの中に入ったのだ。」と述べた。また彼は患者たちが社会から除け者（不可触民）とされていると感じた。大統領官邸でなされたガンディー平和賞受賞演説で、彼は「我々を不可触民として扱うな。我々を無視するな。我々もこの国にいるのに、あなたたちは我々に注意を払っていない」と述べた。彼の療養所を訪れた多くの人々は、患者らの病変を見て病気の深刻さを感じるが、彼は患者たちが家族や共同体から疎外されることによる精神的苦痛の方がはるかに大きいと彼は述べた。
フィッシャーは患者の肌に直接触れ、「ナラ・テーン・イルック（大丈夫だ）」と話しかけた。彼は決してマスクや手袋をしようとせず、「自分たちと変わらない人間」として患者と接した。

### 「ハンセン病は治療可能である」
フィッシャーは「私は啓発活動をする必要がある。私は太鼓を叩いてハンセン病は治療可能だと言いたい。来てそして見なさい。スティグマを忘れなさい。彼らを不可触民として扱うことをやめなさい。私はここにいてコミュニティに対して叫び続ける。この賞は私に対して『忘れられた我々に注意を向けろ』と言うチャンスをくれた」と述べた。

### 早期治療の重要性
フィッシャーは常に早期治療の重要性を強調していた。なぜなら、患者たちは自分が家族やコミュニティから疎外されることを恐れて自分がハンセン病を発症していることを認めたがらないからである。フィッシャーは言った。「もしあなたが早期治療を受けられたら、誰もあなたをハンセン病患者だとは思わない。このメッセージは非常に重要だ。」

## ガンディー平和賞の受賞
1997年、フィッシャーはインド政府からガンディー平和賞の授与を伝えられ、翌年1月5日に大統領K・R・ナラヤナンから賞を受け取った。選考委員会は全会一致で彼への授賞を決めた。賞金として贈られた1000万ルピーを用いてフィッシャーは活動を続けるための財団を設立した。大統領官邸でなされた受賞演説では、彼は「我々ハンセン病患者は同情を求めているのではない。行動を求めているのだ」と述べた。また彼は演説中で政府目標であった「2000年までにハンセン病制圧」についても言及したため、ソニア・ガンディーなどの政治家にとっては非常に苦々しかった。

## 死去
2006年7月3日、フィッシャーはコペンハーゲンで亡くなった。8日には静かな葬儀が行われた。在マドラス領事館で同僚であったN・S・ラオは彼を評して「彼は全力で使命を全うした。彼とその妻は完璧なチームであり、素晴らしいエネルギーと熱意を持ってインド中で働いた。妻が亡くなった後でさえ、彼は必死に働いていた。」と述べた。ラオはまた、彼の娘であるカレン・フィッシャー・コーチが彼の後を継いで活動を続けると述べた。